# Playa de las Arenas (Guecho)
La playa de Las Arenas (Areetako Hondartza en euskera), ubicada en el barrio de Las Arenas del municipio vizcaíno de Guecho, País Vasco (España), es una playa con arena.
Se encuentra a 10 minutos a pie desde la estación de metro de Areeta (Línea 1).

## Área
- Bajamar: 12.590 m²
- Pleamar: 4.950 m²

- Datos: Q11699738